# 斑腹雀属
斑腹雀属是雀形目梅花雀科下的一個屬，主要分佈於非洲。該屬由威廉·斯溫森於1837年為了红翅斑腹雀所建立。其屬名為的縮寫，原由法國博物學家喬治·居維葉於1829年為俗稱「Grosbeak」的一眾鳥類建立（中文俗稱為蠟嘴鳥或松雀）。在分子系统发生学中，此屬的鳥類為双斑雀属、斑雀属、褐雙點雀屬及火雀属的基幹分支。

## 下屬物種
目前包含五個物種：
- 绿翅斑腹雀 Pytilia melba (Linnaeus, 1758)
- 橙翅斑腹雀 Pytilia afra (Gmelin, JF, 1789)
- 红翅斑腹雀 Pytilia phoenicoptera Swainson, 1837
- 紅嘴斑腹雀 Pytilia lineata Heuglin, 1863
- 黄翅斑腹雀 Pytilia hypogrammica Sharpe, 1870